# Nikon F6
Nikon F6 — однообъективная зеркальная камера, шестая (последняя из выпущенных) в серии профессиональных плёночных камер «Никон». Представлена в 2004 году, призвана заменить Nikon F5. В пресс-релизе утверждалось: «F6 сможет изменить взгляд других производителей на традиционные фотокамеры».
Выпускалась до 2020 года.

## Технические особенности
Корпус камеры изготовлен из магниевого сплава, при этом камера является пыле- и влагозащищённой. Корпус камеры разработан в ателье промышленного дизайна Джорджетто Джуджаро. Затвор выполнен из алюминиевого сплава и кевлара, выдерживает 150.000 срабатываний. Механика камеры разрабатывалась таким образом, чтобы снизить шум и вибрации при работе камеры.
Система автоматической фокусировки камеры построена на базе модуля MultiCAM-2000, позаимствованного у цифровой модели D2H, снабжена 11 зонами фокусировки, 9 из которых — на основе крестообразных датчиков. Имеет улучшенный 3D-матричный замер, который работает в том числе с объективами без встроенного микропроцессора (неавтофокусными), при их использовании расстояние до объекта съёмки не учитывается. В камеру встроена система i-TTL, позволяющая работать с тремя удалёнными группами вспышек Nikon Speedlight.
Камера имеет 4 режима протяжки плёнки:
- S — одиночный кадр;
- CL — 2 кадра/с;
- CH — 5 кадров/с (8 кадров/с при использовании батарейного блока MB−40);
- CS — тихий режим, скорость 1 кадр/с.

Обратная перемотка плёнки возможна как в автоматическом, так и в ручном режиме.
Камера имеет датирующую крышку, которая способна впечатывать дату и параметры съёмки как и на области кадра, так и в межкадровый промежуток. Кроме того, все данные о съёмке могут быть сохранены в текстовый файл и переданы в компьютер через специальный ридер MV−1.

## Фокусировочные экраны
- B — штатный, поставляется в комплекте с F6. Матовый с рамками для фокусировки. Предназначен для повседневного использования.
- U — матовый, линза Френеля с кругом 12 мм и рамками для фокусировки. Рекомендован для телеобъективов с фокусным расстоянием больше 200 мм.
- E — вариант　экрана B с горизонтальными и вертикальные линиями. Рекомендован для архитектурной съёмки.
- M — матовый с прозрачным кругом 5 мм, визиром и миллиметровой шкалой. Рекомендован для макросъёмки и астрофотографии. Экспозамер c этим экраном невозможен.
- J — матовый, линза Френеля с микропризменым кольцом диаметром 5 мм и кругом 12 мм. Рекомендован для обычной фотографии.
- A — матовый, линза Френеля с дальномером BriteView диаметром 5 мм. Рекомендован для обычной фотографии.
- L — такой же, как тип А, но дальномер наклонён под углом 45°. Рекомендован для обычной фотографии.